# Jean-Jacques Moine
Jean-Jacques Moine (* 7. September 1954 in Marseille; † 14. Februar 2022 ebenda) war ein französischer Schwimmer und Wasserballspieler.

## Leben
Jean-Jacques Moine gewann im Schwimmen zwischen 1967 und 1970 neun Meistertitel. Bei den Olympischen Sommerspielen 1972 in München belegte er im 4 × 200 m Freistil Staffelwettkampf zusammen mit Pierre Caland, Pierre-Yves Copin und Michel Rousseau den neunten Rang.
Im Wasserball wurde er 1974 mit dem Cercle des nageurs de Marseille französischer Meister.